# Ringfinger

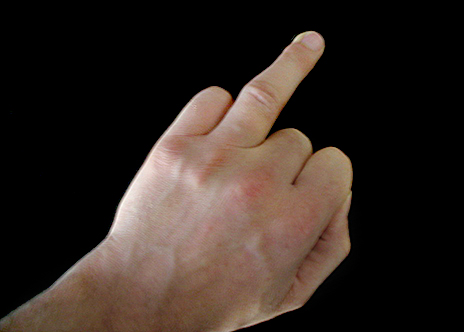
Der Ringfinger

Der Ringfinger (lateinisch Digitus anularis), früher auch Goldfinger und Herzfinger genannt, ist der vierte Finger der Hand (Digitus manus quartus) und befindet sich zwischen dem Mittelfinger und dem kleinen Finger. Er wird von drei Fingergliedknochen gestützt.
Das Fingerlängenverhältnis (englisch 2D:4D) von Ring- und Zeigefinger wird als Ergebnis fetaler Hormonspiegel mit verschiedenen Persönlichkeitsausprägungen und Krankheitsdispositionen in Zusammenhang gebracht.

## Etymologie

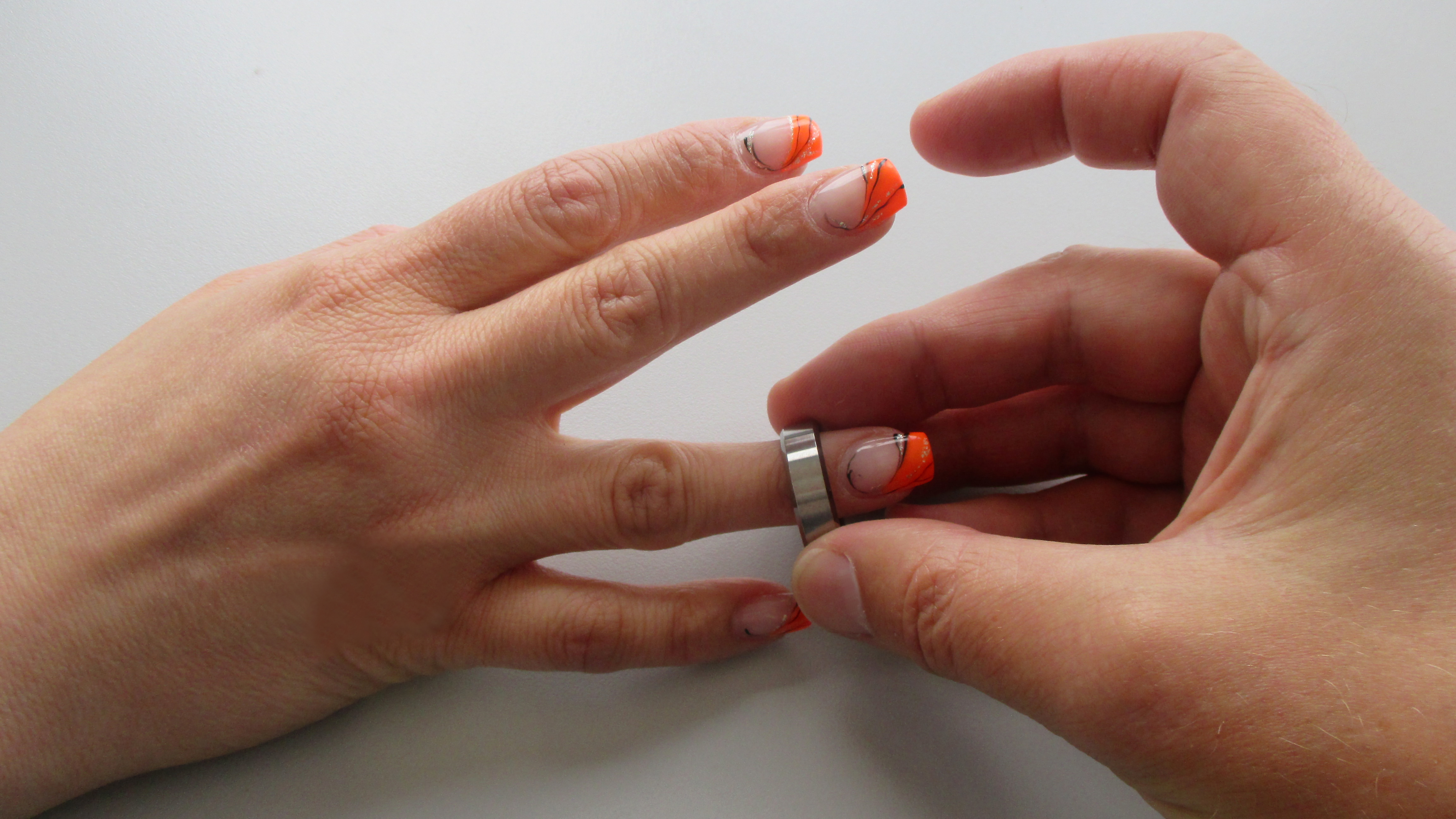
Heirat – Mann steckt seiner Frau den Ehering an

Der Name Ringfinger ist darauf zurückzuführen, dass an diesem Finger besonders häufig Ringe (lateinisch anulus für „Ring“) getragen werden. In Deutschland und einigen anderen europäischen Ländern werden der Verlobungsring am linken Ringfinger und der Trauring später am rechten Ringfinger getragen, in der Schweiz und Italien umgekehrt. Im Altertum und in der Antike galt der Glaube, dass eine Ader, die als Vena amoris bezeichnet wird, vom linken Ringfinger direkt zum Herzen und damit zur Liebe führt, weshalb sowohl Ägypter als auch Römer den Trauring an diesem Finger trugen („… nervum quendam tenuissimum ab eo uno digito, de quo diximus, ad cor hominis pergere ac pervenire“, Aulus Gellius, Noctes Atticae X,10).
Der (rechte) Ringfinger hat vom Mittelfinger die Funktion des Digitus medicinalis übernommen und wird daher auch Arztfinger genannt. Ursprünglich nutzten die Ärzte den Mittelfinger zum Auftragen von Salben, gleichzeitig war dieser jedoch als Stinkefinger (Digitus impudicus) bekannt. Vermutlich sollte mit dem Wechsel des Arztfingers zum Ringfinger die heilende Hand des Arztes vom Hauch des Obszönen befreit werden.
Nach László A. Magyar spiegelt der Name des Fingers in vielen Kulturen den Glauben an dessen Zauberwirkung wider, so wird er beispielsweise in der Türkei, in Finnland, in Bulgarien und in Russland aus Respekt Namenloser Finger genannt (vgl. russisch безымянный палец; türkisch adsız parmak; finnisch nimetön sormi; bulgarisch безимен пръст), ebenso in China (无名指).

## Beweglichkeit und Einsatz
Obwohl die motorische Steuerung der Hand im Gehirn eine große Region einnimmt, ist der Ringfinger im Vergleich zu den anderen Fingern nur eingeschränkt beweglich. Evolutionsbiologisch hat der Ringfinger hauptsächlich eine unterstützende Funktion beim Greifen und praktisch keine eigenen Aufgaben. Daher wird der Ringfinger von allen Fingern am wenigsten allein, sondern meist zusammen mit seinen Nachbarfingern eingesetzt. Beim Spielen von Musikinstrumenten (Fingersatz) oder beim Maschinenschreiben übernimmt der Finger eigenständige Aufgaben.
Der angehende Pianist und spätere Komponist Robert Schumann hängte sich Gewichte an die Ringfinger, um sie zu stärken. Er erlitt Sehnenscheidenentzündungen und seine Ringfinger wurden dauerhaft geschädigt. Seine Aussicht, Konzertpianist zu werden, wurde zwar zerstört, aber seine Karriere als Komponist begann.